# Julius Matuzevičius
Julius Matuzevičius (ur. 25 marca 1992) – litewski zapaśnik walczący w stylu klasycznym. Zajął piętnaste miejsce na mistrzostwach świata w 2015 i na mistrzostwach Europy w 2018. Piąty na igrzyskach wojskowych w 2015 i siedemnasty w 2019. Ósmy na igrzyskach europejskich w 2015. Brązowy medalista mistrzostw nordyckich w 2017. Zajął dwudzieste miejsce na Uniwersjadzie w 2013, jako zawodnik Wileńskiego Uniwersytetu Pedagogicznego w Wilnie.  roku.